# Judy Tegart
Pour les articles homonymes, voir Dalton.
Judith « Judy » Tegart (née le 12 décembre 1937 à Melbourne) est une joueuse de tennis australienne, active à partir des années 1950 jusqu'à la fin des années 1970. Elle est aussi connue sous son nom de femme mariée, Judy Tegart-Dalton.
Spécialiste de double dames, elle a remporté huit titres du Grand Chelem dans cette spécialité, dont cinq avec sa compatriote Margaret Smith Court.
En 1970, avec huit autres joueuses, les Original 9, elle a participé à la création du tout premier circuit professionnel de tennis féminin autonome (futur WTA Tour).
En simple, elle a atteint la finale du tournoi de Wimbledon en 1968 qui la voit s'incliner face à l'Américaine Billie Jean King.
En Coupe de la Fédération, elle a fait partie de l'équipe australienne victorieuse contre les États-Unis (1965) et la RFA (1970).